# Eatonigenia indica
Eatonigenia indica is een haft uit de familie Ephemeridae. De wetenschappelijke naam van de soort is voor het eerst geldig gepubliceerd in 1924 door Chopra.
De soort komt voor in het Oriëntaals gebied.